# Bob Moses

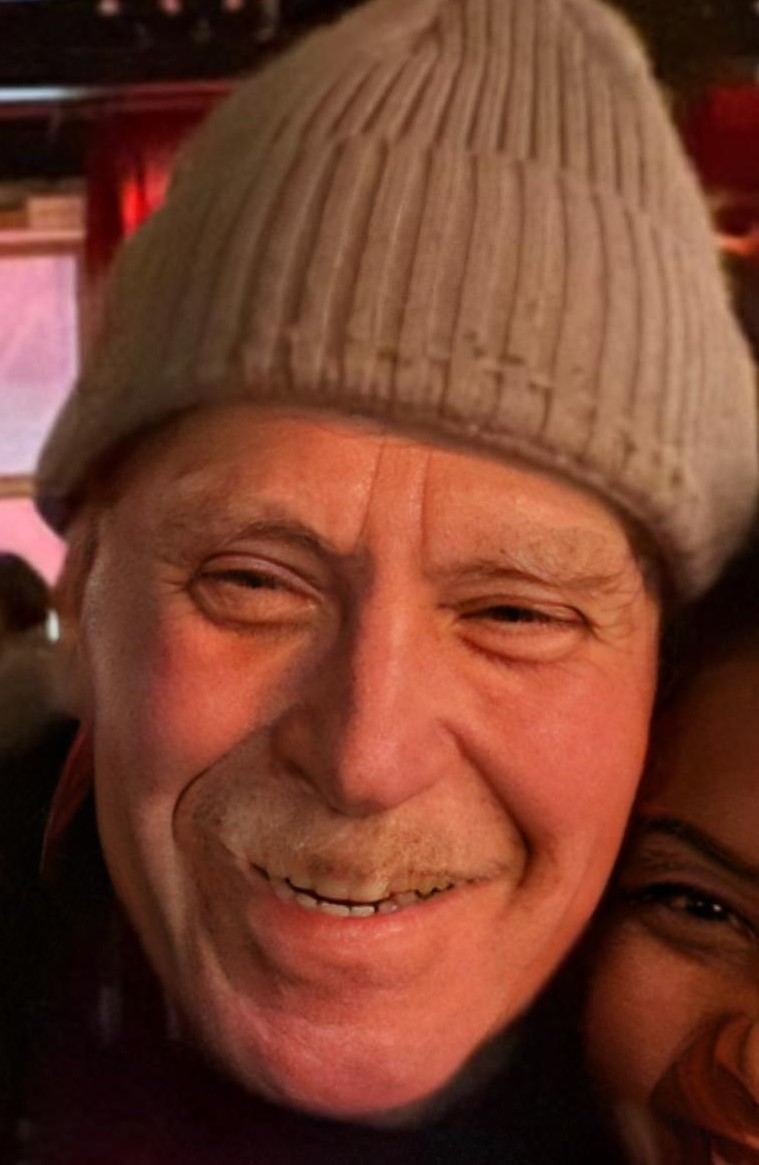
Bob Moses, 2022

Robert Laurence „Bob“ Moses (auch Rahboat Ntumba) (* 28. Januar 1948 in Brooklyn, New York) ist ein amerikanischer Jazz-Schlagzeuger.
Moses ist der Sohn des Presseagenten Richard Moses und seiner Frau Greta. Aufgrund der Bekanntschaften seines Vaters spielte er bereits als Jugendlicher regelmäßig in Jamsessions mit Charles Mingus, aber auch mit Max Roach. 1965 war er mit Rahsaan Roland Kirk auf Europa-Tournee. Mit Jim Pepper und Larry Coryell spielte er ab 1966 in der frühen Jazzrock-Band Free Spirits. 1968 wechselte er in das Quartett von Gary Burton. Anschließend spielte er mit Michael Gibbs, Pat Metheny und Jaco Pastorius; er trat auch mit Billy Martin, John Medeski und Chris Wood auf. Auf seinen eigenen Alben arbeitete er regelmäßig mit der Sängerin Jeanne Lee, aber auch mit Sheila Jordan oder Abbey Lincoln. Inzwischen bezeichnet er sich als Ra Kalam, ein Name, der ihm von seinem spirituellen Mentor Bhapuji Tisziji Muñoz verliehen wurde.
Er ist derzeit Dozent am New England Conservatory of Music.

## Auswahl-Diskografie
Alben

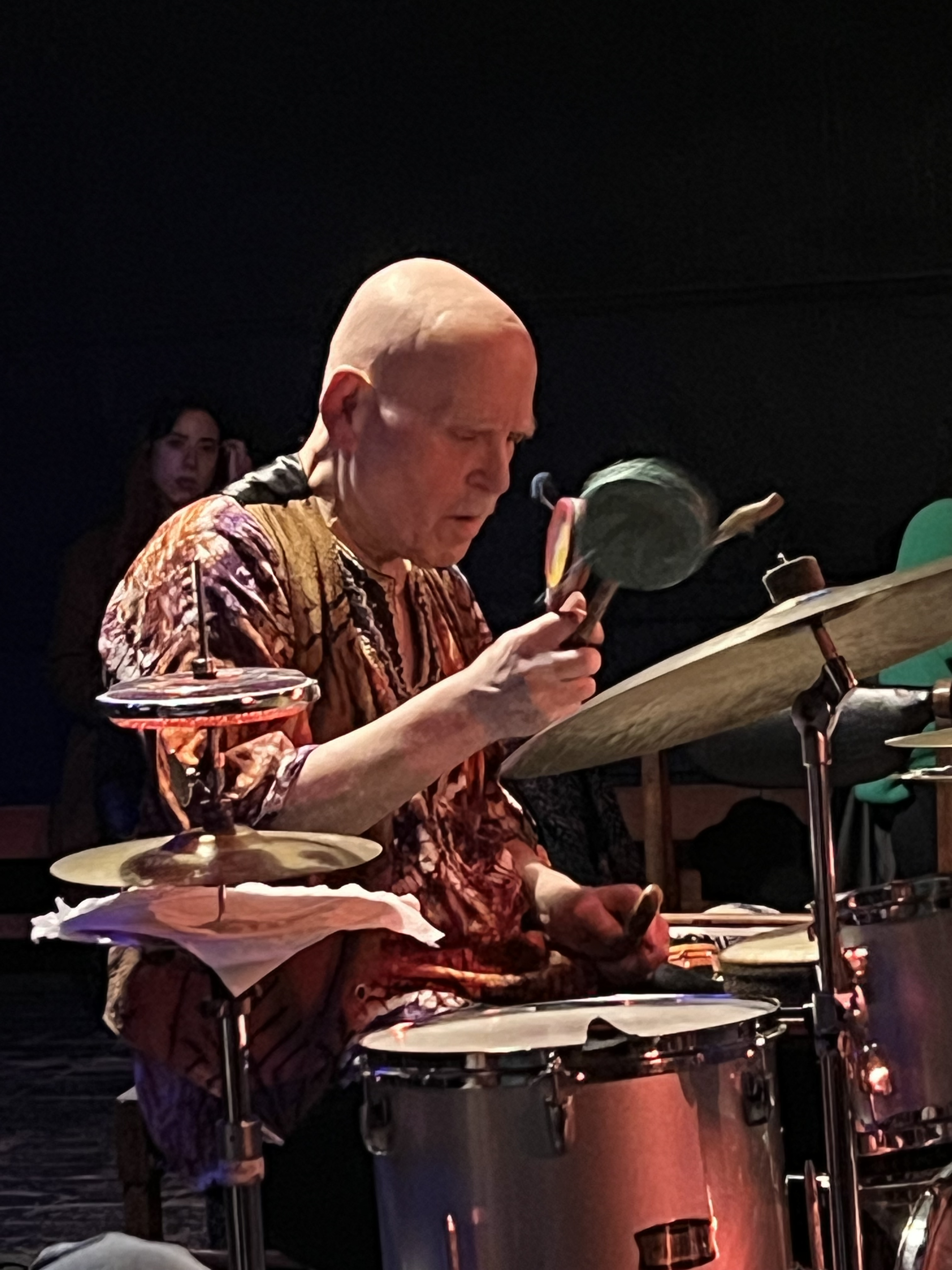
Bob Moses, 2024

- Love Animal (1968, Mozown) mit Keith Jarrett, Jim Pepper, Larry Coryell und Steve Swallow
- Bright Size Life (1975, ECM Records, mit Pat Metheny und Jaco Pastorius)
- When Elephants Dream of Music (Gramavision)
- Visit with the Great Spirit (1983, Gramavision)
- The Story of Moses (1987, Gramavision)
- Nishoma (1999, Grapeshot)
- Greg Burk: Nothing, Knowing (2005), mit Steve Swallow
- Ecstatic Weanderings (Jazzwerkstatt, 2011) mit Greg Burk
- Josh Rosen, Stan Strickland, Rakalam Bob Moses: Three Moments (2019)
- Burton Geene, Damon Smith, Bob Moses: Life’s Intense Mystery (Astral Spirits, 2019)
- Hal Galper: Live at the Berlin Philharmonic 1977 (ed. 2021)
- Bob Moses & Damon Smith: PureCircle (Balance PoInt, 2022)[2]
- Samo Salamon & Ra Kalam Bob Moses Orchestra: Dream Suites vol. 1 (Samo Records 2025)[3]

## Auszeichnungen für Musikverkäufe
| Goldene Schallplatte - Vereinigte Staaten - 2025: für das Lied Tearing Me Up | Platin-Schallplatte - Kanada - 2025: für das Lied Tearing Me Up |

| Land/RegionAuszeichnungen für Musikverkäufe (Land/Region, Auszeichnungen, Verkäufe, Quellen) | Gold  | Platin  | Verkäufe | Quellen         |
| -------------------------------------------------------------------------------------------- | ----- | ------- | -------- | --------------- |
| Kanada (MC)                                                                                  | —     | Platin1 | 80.000   | musiccanada.com |
| Vereinigte Staaten (RIAA)                                                                    | Gold1 | —       | 500.000  | riaa.com        |
| Insgesamt                                                                                    | Gold1 | Platin1 |          |                 |